# Introducing… The Beatles
Introducing… The Beatles (englisch Es werden vorgestellt… Die Beatles) ist das erste in den USA veröffentlichte Album der britischen Band The Beatles. Es erschien am 10. Januar 1964. Das Album wurde von Vee-Jay Records statt Capitol Records vertrieben, was in der Folge zu juristischen Auseinandersetzungen führte. Das Album basiert auf Please Please Me, dem britischen Debütalbum der Gruppe.

## Entstehung

The Beatles – Please Please Me

The Beatles – Twist and Shout (US-Single)

Nachdem Capitol Records das Angebot ausgeschlagen hatte, die EMI-Vertriebsrechte für die USA für die Beatles zu übernehmen, schloss Vee-Jay Records einen Vertrag mit den Beatles ab. Die erste US-Veröffentlichung einer Beatles-Single erfolgte am 25. Februar 1963 mit Please Please Me / Ask Me Why (Vee-Jay #498), am 27. Mai 1963 folgte From Me to You / Thank You Girl (Vee-Jay #522). Am 16. September 1963 erschien auf dem Swan-Label außerdem die Single She Loves You / I’ll Get You (Swan #4152). Keine der drei Singles konnten sich im Jahr 1963 in den US-amerikanischen Billboard Hot 100 platzieren.
Im Dezember 1963 unterzeichnete Brian Epstein, der Manager der Beatles, einen Plattenvertrag mit Capitol Records für zukünftige Beatles-Veröffentlichungen. Am 26. Dezember 1963 erschien dann mit I Want to Hold Your Hand / I Saw Her Standing There die erste Single der Beatles bei Capitol Records. Die Single stieg am 18. Januar 1964 auf Platz 45 in die Billboard Hot 100 ein. Zwei Wochen später führte I Want to Hold Your Hand die Charts an. Es war der kommerzielle Durchbruch der Beatles in den USA.
Am 10. Januar 1964 veröffentlichte Vee-Jay Records das Album Introducing… The Beatles, von dem in den USA mehr als eine Million Exemplare verkauft wurden. Kurz nach der Veröffentlichung leitete Capitol Records am 15. Januar 1964 rechtliche Schritte ein, um Vee-Jay Records den Vertrieb von Beatles-Tonträgern zu untersagen. Eine leicht veränderte Fassung des Albums Introducing… The Beatles erschien etwa am 10. Februar 1964. Vee-Jay hatte nicht die erforderlichen Lizenzen für die Lieder Love Me Do und P.S. I Love You erhalten und tauschte diese Stücke gegen Please Please Me und Ask Me Why aus. Introducing… The Beatles erreichte den zweiten Platz der Billboard-Albumhitparade, wo es neun Wochen verblieb; das Album Meet the Beatles! belegte in der gleichen Zeit Platz eins. Beide Versionen des Albums wurden in einer Mono- und in einer Stereo-Version veröffentlicht.
Am 26. Februar 1964 brachte Vee-Jay das Album Jolly What! The Beatles & Frank Ifield on Stage auf den Markt. Es enthielt vier bereits zuvor veröffentlichte Studioaufnahmen der Beatles. Die restlichen Titel waren Liveaufnahmen von Frank Ifield. Im Juli 1964 erschien Introducing… The Beatles noch einmal unter dem Titel Songs, Pictures & Stories of the Fabulous Beatles  mit vollständig anderer Covergestaltung.
Am 1. Oktober 1964 kam die Doppel-LP The Beatles vs. The Four Seasons  heraus, die kein neues Material enthielt, sondern nur eine weitere Veröffentlichung von Introducing… The Beatles und einer Kompilation der Four Seasons war. Die Rechtsstreitigkeiten zwischen Capitol Records und Vee-Jay Records eskalierten, und wegen dieser Rechtsunsicherheit wurden außer bei Vee-Jay auch Beatles-Platten bei vier weiteren Labels veröffentlicht. Daran beteiligte sich auch das gerade gegründete Vee-Jay-Tochterlabel Tollie, auf dem am 2. März 1964 Twist and Shout / There’s a Place (Tollie 9001) erschien. Vee-Jay Records wurde das Recht zugesprochen, bis zum 15. Oktober 1964 noch Beatles-Platten veröffentlichen zu dürfen. Am 30. Januar 1964 wurde noch einmal die Single Please Please Me / From to You (Vee-Jay #581) veröffentlicht, es folgten die Singles Do You Want to Know a Secret / Thank You Girl am 23. März 1964, Love Me Do / P.S. I Love You am 27. April 1964 und am 23. März 1964 wurde zusätzlich die EP Souvenir of their Visit to America mit den Songs Misery, A Taste of Honey / Ask Me Why und Anna (Go to Him)  veröffentlicht. Im November 1964 erschien in den USA von Vee-Jay Records zudem ein Interview-Album mit dem Titel Hear the Beatles Tell All.

## Covergestaltung
Das Coverfoto des Albums wurde am 5. März 1963 vom Fotografen Angus McBean aufgenommen, der am gleichen Tag auch das Coverfoto für das Album Please Please Me herstellte.

## Titelliste

### Erste Version
| Nr. | Lied                     | Autor                      | Leadgesang           | Länge |
| --- | ------------------------ | -------------------------- | -------------------- | ----- |
| 01  | I Saw Her Standing There | McCartney/Lennon           | McCartney            | 2:50  |
| 02  | Misery                   | McCartney/Lennon           | Lennon und McCartney | 1:49  |
| 03  | Anna (Go to Him)         | Arthur Alexander           | Lennon               | 2:55  |
| 04  | Chains                   | Gerry Goffin/Carole King   | Harrison             | 2:23  |
| 05  | Boys                     | Luther Dixon / Wes Farrell | Starr                | 2:24  |
| 06  | Love Me Do               | McCartney/Lennon           | Lennon und McCartney | 2:23  |

| Nr. | Lied                         | Autor                    | Leadgesang           | Länge |
| --- | ---------------------------- | ------------------------ | -------------------- | ----- |
| 07  | P.S. I Love You              | McCartney/Lennon         | McCartney            | 2:04  |
| 08  | Baby It’s You                | David/Bacharach/Williams | Lennon               | 2:40  |
| 09  | Do You Want to Know a Secret | McCartney/Lennon         | Harrison             | 1:56  |
| 10  | A Taste of Honey             | Ric Marlow/Bobby Scott   | McCartney            | 2:03  |
| 11  | There’s a Place              | McCartney/Lennon         | Lennon und McCartney | 1:51  |
| 12  | Twist and Shout              | Medley/Russell           | Lennon               | 2:32  |

### Zweite Version
| Nr. | Lied                     | Autor                    | Leadgesang           | Länge |
| --- | ------------------------ | ------------------------ | -------------------- | ----- |
| 01  | I Saw Her Standing There | McCartney/Lennon         | McCartney            | 2:50  |
| 02  | Misery                   | McCartney/Lennon         | Lennon und McCartney | 1:49  |
| 03  | Anna (Go to Him)         | Arthur Alexander         | Lennon               | 2:55  |
| 04  | Chains                   | Gerry Goffin/Carole King | Harrison             | 2:23  |
| 05  | Boys                     | Dixon/Farrell            | Starr                | 2:24  |
| 06  | Ask Me Why               | McCartney/Lennon         | Lennon und McCartney | 2:23  |

| Nr. | Lied                         | Autor                    | Leadgesang           | Länge |
| --- | ---------------------------- | ------------------------ | -------------------- | ----- |
| 07  | Please Please Me             | McCartney/Lennon         | McCartney            | 2:04  |
| 08  | Baby It’s You                | David/Bacharach/Williams | Lennon               | 2:40  |
| 09  | Do You Want to Know a Secret | McCartney/Lennon         | Harrison             | 1:56  |
| 10  | A Taste of Honey             | Ric Marlow/Bobby Scott   | McCartney            | 2:03  |
| 11  | There’s a Place              | McCartney/Lennon         | Lennon und McCartney | 1:51  |
| 12  | Twist and Shout              | Medley/Russell           | Lennon               | 2:32  |

## Wiederveröffentlichung
Das Album wurde nach dem Oktober 1964 nicht mehr legal produziert, es wurden aber illegale Nachpressungen, auch im CD-Format, hergestellt.

## Chartplatzierungen der Alben
| Album       | Album | Datum der Veröffentlichung | Datum der Veröffentlichung | Datum der Veröffentlichung | Beste Charts-Platzierung | Beste Charts-Platzierung | Beste Charts-Platzierung | Label Katalognr. | Label Katalognr.                           | Label Katalognr. |
| Typ         | Titel | GB                         | US                         | DE                         | GB                       | US                       | DE                       | GB               | US                                         | DE               |
| ----------- | --- | -------------------------- | -------------------------- | -------------------------- | ------------------------ | ------------------------ | ------------------------ | ---------------- | ------------------------------------------ | ---------------- |
| Studioalbum | Introducing… The Beatles A1 | –                          | 10. Feb. 1964              | –                          | n.v.                     | 2                        | n.v.                     | –                | VeeJay VJLP 1062 (Mono) VJLR 1062 (Stereo) | –                |
| Kompilation | Jolly What! The Beatles & Frank Ifield on Stage (Gemeinschaftsalbum mit Frank Ifield)                                                      | –                          | –                          | 26. Feb. 1964              | n.v.                     | 104                      | n.v.                     | –                | VeeJay 1085 (Mono) VJLPS 1085 (Stereo)     | –                |
| Kompilation | Songs, Pictures & Stories of the Fabulous Beatles A3                                                                                       | n.v.                       | Juni 1964                  | n.v.                       | n.v.                     | 63                       | n.v.                     | –                | VeeJay VJ 1092 (mono) VJS 1092 (stereo)    | –                |
| Kompilation | W The Beatles vs. The Four Seasons (Doppelalbum aus Introducing… The Beatles und The Golden Hits of the Four Seasons von den Four Seasons) | –                          | 1. Okt. 1964               | –                          | n.v.                     | 142                      | n.v.                     | –                | VeeJay DX 30 (Mono/Stereo)                 | –                |

## Auskopplungen

### Singles
| Single                                        | Datum der Veröffentlichung | Datum der Veröffentlichung | Datum der Veröffentlichung | Beste Charts-Platzierung | Beste Charts-Platzierung | Beste Charts-Platzierung | Label Katalognr. | Label Katalognr. | Label Katalognr. |
| A-Seite / B-Seite                             | GB                         | US                         | DE                         | GB                       | US                       | DE                       | GB               | US               | DE               |
| --------------------------------------------- | -------------------------- | -------------------------- | -------------------------- | ------------------------ | ------------------------ | ------------------------ | ---------------- | ---------------- | ---------------- |
| Love Me Do / P.S. I Love You                  | 5. Okt. 1962               | 27. Apr. 1964              | –                          | 17                       | 01 / 10                  | n.v.                     | Parlophone R4949 | Tollie 9008      | –                |
| Please Please Me / Ask Me Why                 | 11. Jan. 1963              | 2. Feb. 1963               | –                          | 02                       | – / –                    | n.v.                     | Parlophone R4983 | Vee Jay VJ 498   | –                |
| Please Please Me / From Me to You             | –                          | 30. Jan. 1964              | –                          | n.v.                     | 03 / 41                  | n.v.                     | –                | Vee Jay VJ 581   | –                |
| Twist and Shout / There’s a Place             | –                          | 2. März 1964               | –                          | n.v.                     | 2 / 74                   | n.v.                     | –                | Tollie 9001      | –                |
| Do You Want to Know a Secret / Thank You Girl | –                          | 23. März 1964              | –                          | n.v.                     | 02 / 35                  | n.v.                     | –                | Vee Jay VJ 587   | –                |

### Extended Plays (EPs)
| EP                                 | EP                                                      | Datum der Veröffentlichung | Datum der Veröffentlichung | Datum der Veröffentlichung | Beste Charts-Platzierung | Beste Charts-Platzierung | Beste Charts-Platzierung | Label Katalognr. | Label Katalognr. | Label Katalognr. |
| Titel                              | Lieder A-Seite / B-Seite                                | GB                         | US                         | DE                         | GB                       | US                       | DE                       | GB               | US               | DE               |
| ---------------------------------- | ------------------------------------------------------- | -------------------------- | -------------------------- | -------------------------- | ------------------------ | ------------------------ | ------------------------ | ---------------- | ---------------- | ---------------- |
| Souvenir of their Visit to America | Misery; A Taste of Honey / Ask Me Why; Anna (Go to Him) | –                          | 23. März 1964              | –                          | n.v.                     | –                        | n.v.                     | –                | VeeJay EP1-903   | –                |

## Verkaufszahlen und Auszeichnungen
| Land/Region               | Auszeichnungen für Musikverkäufe (Land/Region, Auszeichnung, Verkäufe) | Verkäufe  |
| ------------------------- | ---------------------------------------------------------------------- | --------- |
| Vereinigte Staaten (RIAA) | Platin                                                                 | 1.000.000 |
| Insgesamt                 | 1× Platin ·                                                            | 1.000.000 |

## Titelliste des AlbumsJolly What! The Beatles & Frank Ifield on Stage
Am 26. Februar 1964 veröffentlichte Vee-Jay Records das Album Jolly What! The Beatles & Frank Ifield on Stage. Es enthielt vier bereits zuvor veröffentlichte Studioaufnahmen der Beatles. Die restlichen Titel waren Liveaufnahmen von Frank Ifield.
Seite 1
1. Please Please Me – The Beatles
2. Anytime – Frank Ifield
3. Lovesick Blues – Frank Ifield
4. I’m Smiling Now – Frank Ifield
5. Nobody’s Darling – Frank Ifield
6. From Me to You – The Beatles

Seite 2
1. I Remember You – Frank Ifield
2. Ask Me Why – The Beatles
3. Thank You Girl – The Beatles
4. The Wayward Wind – Frank Ifield
5. Unchained Melody – Frank Ifield
6. I Listen to My Heart – Frank Ifield

## Titelliste des AlbumsThe Beatles vs. The Four Seasons
Am 1. Oktober 1964 erschien die Doppel-LP The Beatles vs. The Four Seasons, die kein neues Material enthielt, sondern nur eine weitere Veröffentlichung von Introducing… The Beatles und einer Kompilation der Four Seasons war.
Seite 1
1. I Saw Her Standing There – The Beatles
2. Misery – The Beatles
3. Anna (Go to Him) – The Beatles
4. Chains – The Beatles
5. Boys – The Beatles
6. Ask Me Why – The Beatles

Seite 2
1. Please Please Me – The Beatles
2. Baby It’s You – The Beatles
3. Do You Want to Know a Secret – The Beatles
4. A Taste of Honey – The Beatles
5. There’s a Place – The Beatles
6. Twist and Shout – The Beatles

Seite 3
1. Sherry – The Four Seasons
2. I’ve Cried Before – The Four Seasons
3. Marlena – The Four Seasons
4. Soon (I’ll Be Home Again) – The Four Seasons
5. Ain’t That a Shame – The Four Seasons
6. Walk Like a Man – The Four Seasons

Seite 4
1. Connie-O – The Four Seasons
2. Big Girls Don’t Cry – The Four Seasons
3. Starmaker – The Four Seasons
4. Candy Girl – The Four Seasons
5. Silver Wings – The Four Seasons
6. Peanuts – The Four Seasons